# Борша (Клуж)
Борша (рум. Borșa) — село у повіті Клуж в Румунії. Адміністративний центр комуни Борша.
Село розташоване на відстані 335 км на північний захід від Бухареста, 17 км на північ від Клуж-Напоки.

## Населення
За даними перепису населення 2002 року у селі проживали 1416 осіб.
Національний склад населення села:
| Національність | Кількість осіб | Відсоток |
| -------------- | -------------- | -------- |
| румуни         | 1269           | 89,6%    |
| угорці         | 133            | 9,4%     |
| цигани         | 13             | 0,9%     |

Рідною мовою назвали:
| Мова      | Кількість осіб | Відсоток |
| --------- | -------------- | -------- |
| румунська | 1294           | 91,4%    |
| угорська  | 117            | 8,3%     |